# Пошлины Дональда Трампа против ЕС
Пошлины Дональда Трампа против ЕС — комплекс мер, анонсированных и предпринятых президентом США Дональдом Трампом в отношении государств ЕС для компенсации дефицита торгового баланса. Речь идёт о дополнительных сборах на продукцию, ввозимую из стран ЕС.

## Предыстория
Перед своей второй инаугурацией Трамп пообещал ввести пошлины для Европы, если она не сократит свой торговый профицит с США за счет увеличения импорта американских автомобилей, сельскохозяйственной продукции, нефти и газа.Торговый оборот между США и Европейским союзом в 2023 году достиг рекордных 1,6 триллиона долларов. Европейская комиссия отметила, что торговый дефицит США с ЕС по товарам был компенсирован торговым профицитом по услугам.
Министр финансов США Скотт Бессент приводил следующие аргументы в пользу тарифной войны:
• дополнительный импульс для американской промышленности за счет устранения несправедливых торговых практик;
• получение финансовых ресурсов для компенсации выпадающих доходов федерального бюджета от снижения налогов, которое обещал Трамп;
• появление альтернативы санкциям, к которым, по мнению администрации Трампа, эффект от которых был девальвирован их слишком частым применением в период правления Джо Байдена.
2 февраля 2025 года Трамп заявил журналистам, что в ближайшее время планирует ввести пошлины для Европейского союза.
Ряд лидеров ЕС пригрозили немедленными ответными мерами, в то время как другие выразили обеспокоенность по поводу возобновления глобальной инфляции.
«Мы должны сделать все, чтобы избежать этой совершенно ненужной и глупой тарифной войны», — заявил премьер-министр Польши Дональд Туск.
4 февраля 2025 года министры торговли ЕС встретились в Варшаве, чтобы обсудить угрозы президента США.
7 февраля 2025 года ЕС предложил снизить пошлины на импорт автомобилей с 10 % до уровня, близкого к ставке США в 2,5 %, а также увеличить закупки американского сжиженного природного газа и военной техники.
25 февраля президент Франции Эммануэль Макрон встретился с Трампом в Белом доме и попытался убедить его воздержаться от начала торговой войны с Европой и вместо этого сосредоточиться на Китае.

## Пошлины Дональда Трампа

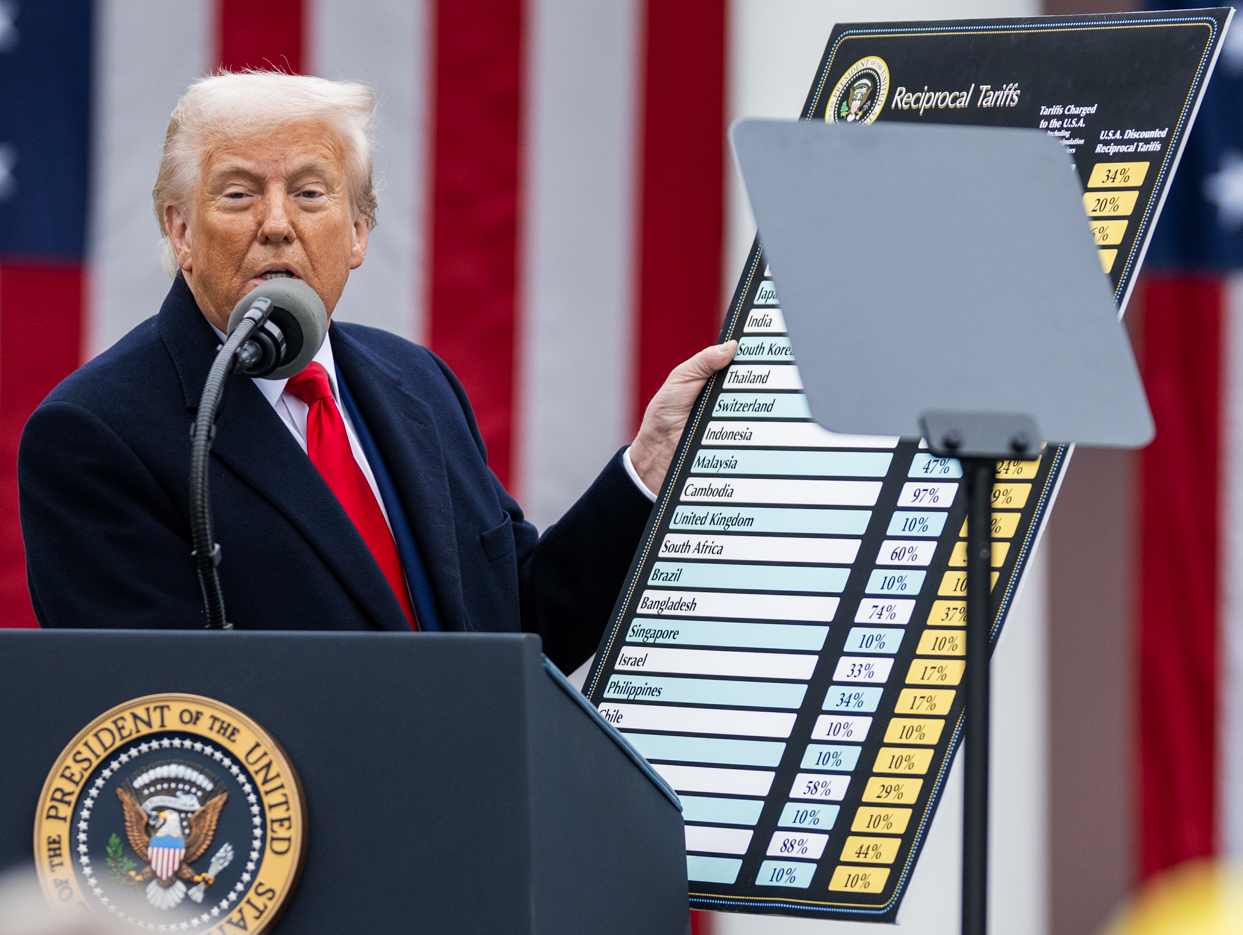
Дональд Трамп демонстрирует таблицу с пошлинами перед Белым домом

12 марта начал свое действие указ президента США Дональда Трампа, устанавливающий пошлину в 25 % на всю сталь и алюминий, ввозимые в США.
2 апреля 2025 года президент Трамп объявил о введении 10 % базовой пошлины на все импортируемые товары, с дополнительными повышениями для отдельных стран (для ЕС оно составило 20 %). Президент США назвал происходящее «Днём Освобождения».
В результате общий тариф на товары из ЕС составит 30 %. Было объявлено, что меры вступят в силу 5 апреля 2025 года для базового тарифа и 9 апреля 2025 года для дополнительных тарифов.

### Ответные меры ЕС
После вступления указа о пошлинах на сталь и алюминий в силу, Европейский союз объявил о двухэтапном плане ответных действий.
Запуск первого этапа был запланирован на 1 апреля, однако затем оба этапа были отложены до середины апреля.
Первый этап заключается в восстановлении пошлин, введенных в 2018 и 2020 годах в ответ на пошлины на металлы, введенные во время первого президентского срока Трампа. Эти меры, оценивавшиеся в €6,3 млрд в 2018 году, но сокращенные до €4,5 млрд в 2025 году из-за Brexit и снижения торговли между США и ЕС, были приостановлены в 2023 году после переговоров с тогдашним президентом Джо Байденом.
На втором этапе запланированы пошлины на промышленные и сельскохозяйственные товары США, их общая сумма составит €18 млрд. Эти меры затронут широкий спектр продукции, включая сельскохозяйственную продукцию (птица, говядина, морепродукты, орехи), промышленные товары (сталь и алюминий), потребительские товары (текстиль, бытовая техника).
Дональд Трамп, в свою очередь, осудил запланированный ЕС 50 % пошлину на виски из США и пригрозил в ответ ввести 200 % пошлины на европейский алкоголь.
В преддверии введения ответных пошлин Трампа председатель INTA Бернд Ланге предложил принять ответные меры с помощью «пошлин на цифровые услуги, по которым у США огромный профицит».
В ответ на пошлины, введенные США в апреле, ЕС обсуждает возможность введения ограничений на деятельность американских финансовых учреждений, таких как JPMorgan Chase, на европейском рынке. Эти меры могут включать ограничения на доступ к европейским финансовым услугам и рынкам капитала.
Рассматривается введение цифрового налога на крупные американские технологические компании, включая Meta (ранее Facebook) и Google. Этот шаг направлен на обеспечение справедливого налогообложения цифровых услуг, предоставляемых в Европе, и может служить ответом на торговые меры США.
ЕС может ограничить участие американских компаний в европейских государственных закупках и тендерах, особенно в секторах, связанных с обороной и высокими технологиями. Это направлено на поддержку европейских производителей и снижение зависимости от американских поставщиков. Reuters
Возможны меры по пересмотру или ограничению прав интеллектуальной собственности американских компаний в Европе, что может затронуть патенты, торговые марки и авторские права. Это может быть использовано как инструмент давления в торговых переговорах.

## Реакция

### Реакция лидеров ЕС
Президент Европейской комиссии Урсула фон дер Ляйен заявила, что ЕС готовит контрмеры в ответ на новые тарифы США. Она заявила, что эти тарифы нанесут «массовый» ущерб мировой экономике и благосостоянию потребителей.
Еврокомиссар по торговле Марош Шефчович подчеркнул, что ЕС не будет «стоять в стороне» и готов принять решительные меры в ответ на действия США.
Премьер-министр Испании Педро Санчес описал тарифы как «возвращение к протекционизму XIX века» и объявил о пакете помощи в размере €14,1 млрд для поддержки испанской экономики.
Канцлер Германии Олаф Шольц предупредил о возможных глобальных экономических потрясениях и призвал к единству внутри ЕС для выработки скоординированного ответа.
Министр экономики Австрии Вольфганг Хаттмансдорфер предложил, чтобы ответные меры ЕС были направлены на штаты США с республиканским руководством и технологические компании, чтобы оказать давление на администрацию Трампа.
Премьер-министр Италии Джорджа Мелони заявила, что Италия сделает все возможное для достижения соглашения с США, чтобы избежать торговой войны, которая ослабит Запад в пользу других глобальных игроков.
Премьер-министр Польши Дональд Туск заявил о готовности принять ответные меры и выразил обеспокоенность возможным влиянием тарифов на польскую экономику.
Премьер-министр Франции Франсуа Байру в интервью газете Le Parisien заявил, что ВВП Франции грозит снижение на 0,5% в результате введения пошлин со стороны США.

### Реакция рынков
Сразу после заявления Трампа 2 апреля рынки резко пошли вниз. На японских рынках индекс Nikkei 225 упал на 2,8 %, а TOPIX — на 3,1 %.
В Европе FTSE 100 снизился на 1,6 %, CAC 40 в Париже — на 3,3 %, а германский DAX также упал на 3,1 %.
В США фьючерсы на индекс S&P 500 упали на 3,9 %, фьючерсы на Dow Jones Industrial Average — на 2,7 %, а фьючерсы на Nasdaq 100 — на 4,7 %.
3 апреля 2025 года индекс S&P 500 упал более чем на 274 пункта (или на 4,88 %), что стало вторым по величине дневным падением по пунктам в истории. Это связывают в первую очередь с объявлением о введении тарифов в День освобождения (2 апреля 2025 года).
В тот же день Nasdaq Composite упал более чем на 1050 пунктов (или на 5,97 %), что стало самым крупным падением по пунктам за всю историю индекса.
Dow Jones Industrial Average снизился на 1679,39 пункта (или на 3,98 %), что стало пятым по величине падением в истории.
Индекс Russell 2000 вошёл в зону «медвежьего рынка», упав на 134,82 пункта (или на 6,59 %).

## Последствия
Компания Audi приостанавила экспорт автомобилей в США из-за введенных президентом Дональдом Трампом торговых пошлин. В письме дилерам компания сообщила об остановке поставок со 2 апреля 2025 года.